# Mese.tv
A mese.tv gyerekeknek készült meséket, dalokat, verseket, animációkat, koncerteket tartalmazó honlap.

## Története
2004 karácsonyán indult el a Mese.tv az Egyszervolt.hu lapcsalád egy tagjaként. Kiemelt célként tűzte ki maga elé, hogy jogtiszta mesék, animációs filmek, gyerekeknek szóló tartalmak legyenek publikálva a honlapon. A mai magyar internet egy olyan színfoltja, ahol a szülők bátran hagyhatják a gyerekeiket böngészni.
Folyamatosan bővülő tartalmában, a leghíresebb gyerekelőadóktól kezdve a legaranyosabb rajzfilmekig minden megtalálható.
A teljesség igénye nélkül:
- Halász Judit
- Alma együttes
- Gryllus Vilmos
- Levente Péter
- Palya Bea
- Szalóki Ági
- Kaláka
- Ghymes
- Mr. Bean

és még rengeteg gyerekeknek való tartalom.

## Szerkesztési elve
Naponta frissülő gyerekbarát tartalma változatos, felváltva kerül „adásba” rajzfilm, gyerekkoncert, népmese, animáció, illetve gyerekdalok és mondókák.